# Saint-Pierre-de-Clages

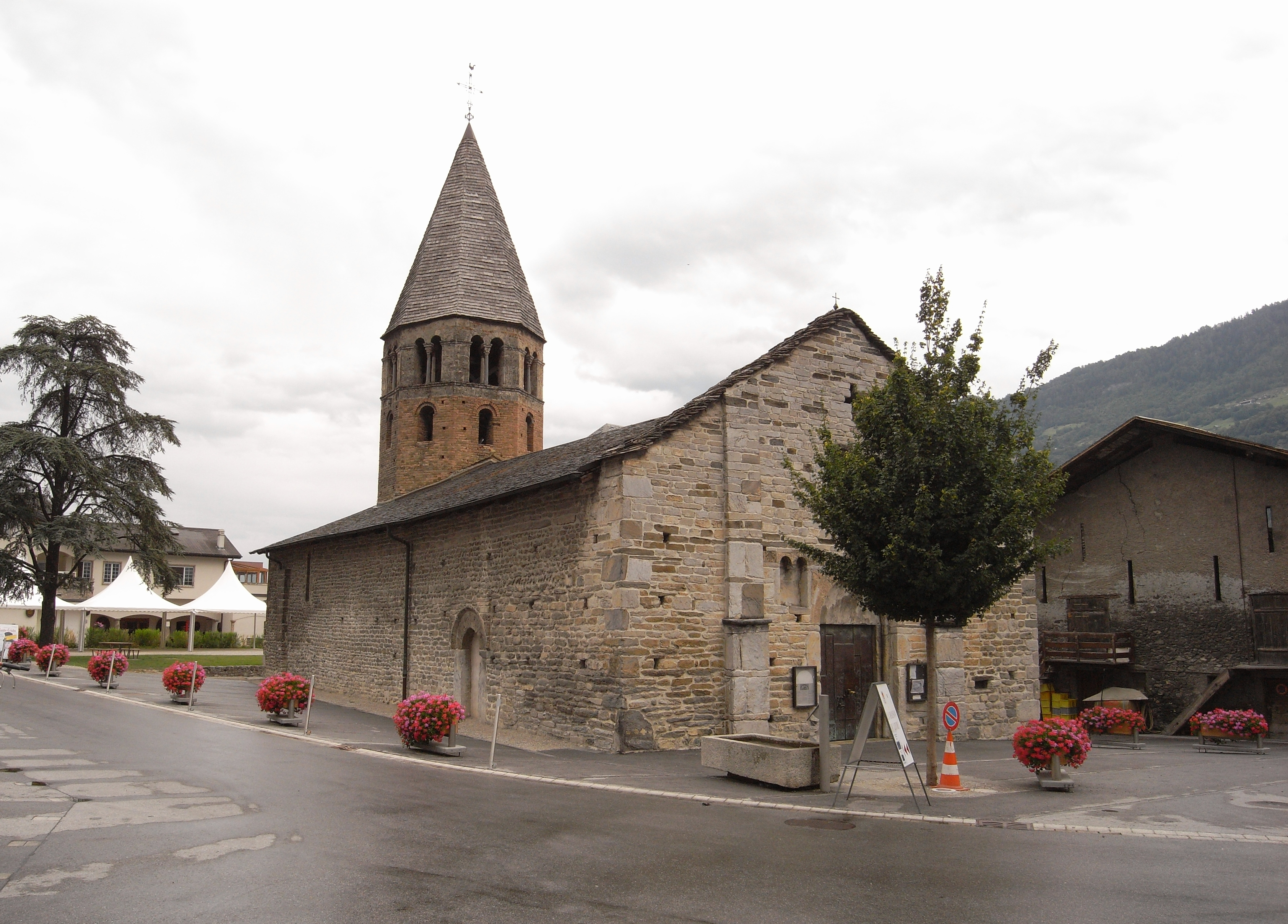
Romanische Kirche in Saint-Pierre-de-Clages

Das Dorf Saint-Pierre-de-Clages (veraltet deutsch Zgletsch) ist ein Ortsteil der Munizipalgemeinde Chamoson im Bezirk Conthey im französischsprachigen Teil des Schweizer Kantons Wallis. Es ist auch das einzige Schweizer Bücherdorf (Village Suisse du Livre).

## Lage, Einwohner
Saint-Pierre-de-Clages liegt auf einem natürlichen und in Richtung Süden geneigten gewaltigen Schuttkegel im Rhonetal. Diese Ablagerungen aus Kalk- und Mergelgesteinen entstanden durch Verwitterung und Weitertransport des Sturzbaches Losentse, der in seinem Verlauf Gerölle aus der Morcles-Decke, konkret dem Südabhang des Grand Muveran und der Westflanke vom Haut-de-Cry hier ablagerte. Etwa einen Kilometer oberhalb befindet sich der Ort Chamoson. Beide Siedlungen bilden das größte zusammenhängende Weinanbaugebiet im Wallis. Im Ort leben etwa 630 Einwohner, deren Erwerbsgrundlage hauptsächlich Weinbau und Tourismuswirtschaft ist.

## Geschichte

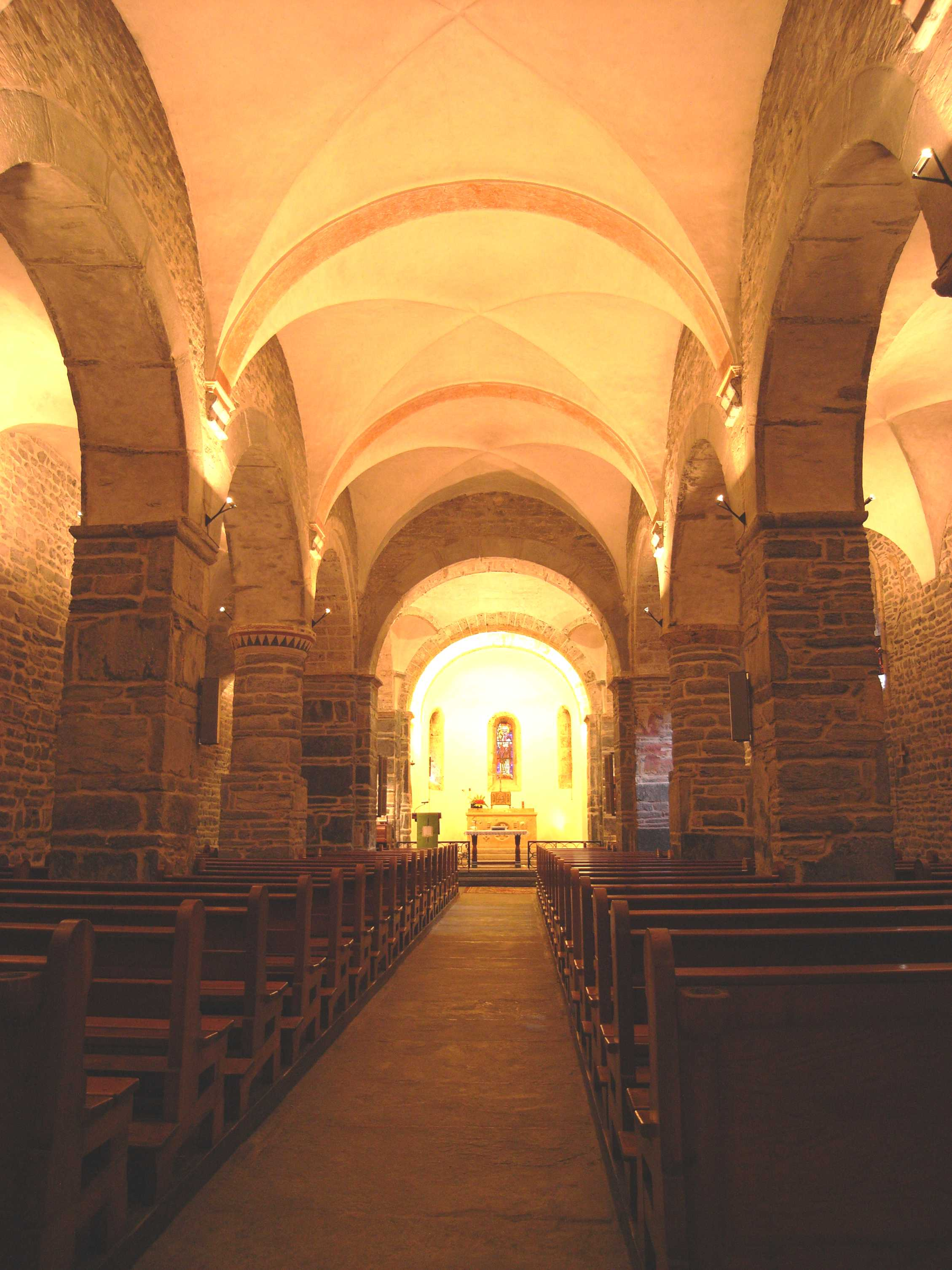
Die Kirche ist eine Staffelhalle.

Die erste urkundliche Erwähnung dieser Ansiedlung bezieht sich auf das Priorat und die mit ihm verbundene Kirche (ecclesias de Clagiis) und stammt aus dem Jahr 1153. Sie ist in einer Urkunde von Eugen III. niedergelegt, die Saint-Pierre-de-Clages als eine Priorstelle der Benediktinerabtei Saint-Martin d’Ainay von Lyon in der Parochie Sedunum (Sitten) bezeichnet.
Der Bischof von Sitten übernahm 1580 das Priorat in seinen Besitz. In der Wirkungszeit von Baron Kaspar von Stockalper (1609–1691), der den Simplonpass ausbaute, wurde das Prioratsgebäude zum Salzdepot umgenutzt. Gleichzeitig etablierte sich im Ort eine Pferdewechsel- und Raststation. Im 18. Jahrhundert war das Dorf zu einer wichtigen Raststation auf der Handels- und Reiseroute zwischen Mailand und Lyon aufgestiegen.

## Sehenswürdigkeiten

### Kirche Saint-Pierre
Der romanische Kirchenbau ist eine dreischiffige Hallenkirche von geringer Höhe aus dem 11. Jahrhundert mit einem achteckigen Vierungs- und Glockenturm aus dem dritten Viertel des 12. Jahrhunderts.
Der Turm ist in Form und Material für die Schweiz eine Besonderheit: Er ist achteckig, entsprechend den Grundsätzen der Abtei Cluny und das untere der beiden aufgesetzten Geschosse ist aus Backstein. Das obere Geschoss ist feiner strukturiert und aus dem für die Region typischen beigefarbenen Tuffstein.
Das Kirchenschiff ist aus Bruchsteinen der geschichteten Kalksteine, Mergel und Kieselschiefer der Umgebung errichtet, wie sie am Nordhang des Tales entlang der Linie Saillon, Chamoson und Leytron charakteristisch auftreten. An der Ostseite schließt der Chor mit einer halbrunden Apsis ab, die von zwei kleineren Apsiden begleitet wird. Besondere Architekturteile, wie das Portal und die Fenstergewände der Außenfassade sind wieder aus dem gelbbeigen Tuff aus der Region ausgeführt. Über dem Hauptportal befindet sich eine inzwischen kaum noch erkennbare Malerei im Tympanon. Weitere Freskomalereien sind als freigelegte Fragmente im Innenraum der Kirche sichtbar.

### Bürgerhäuser

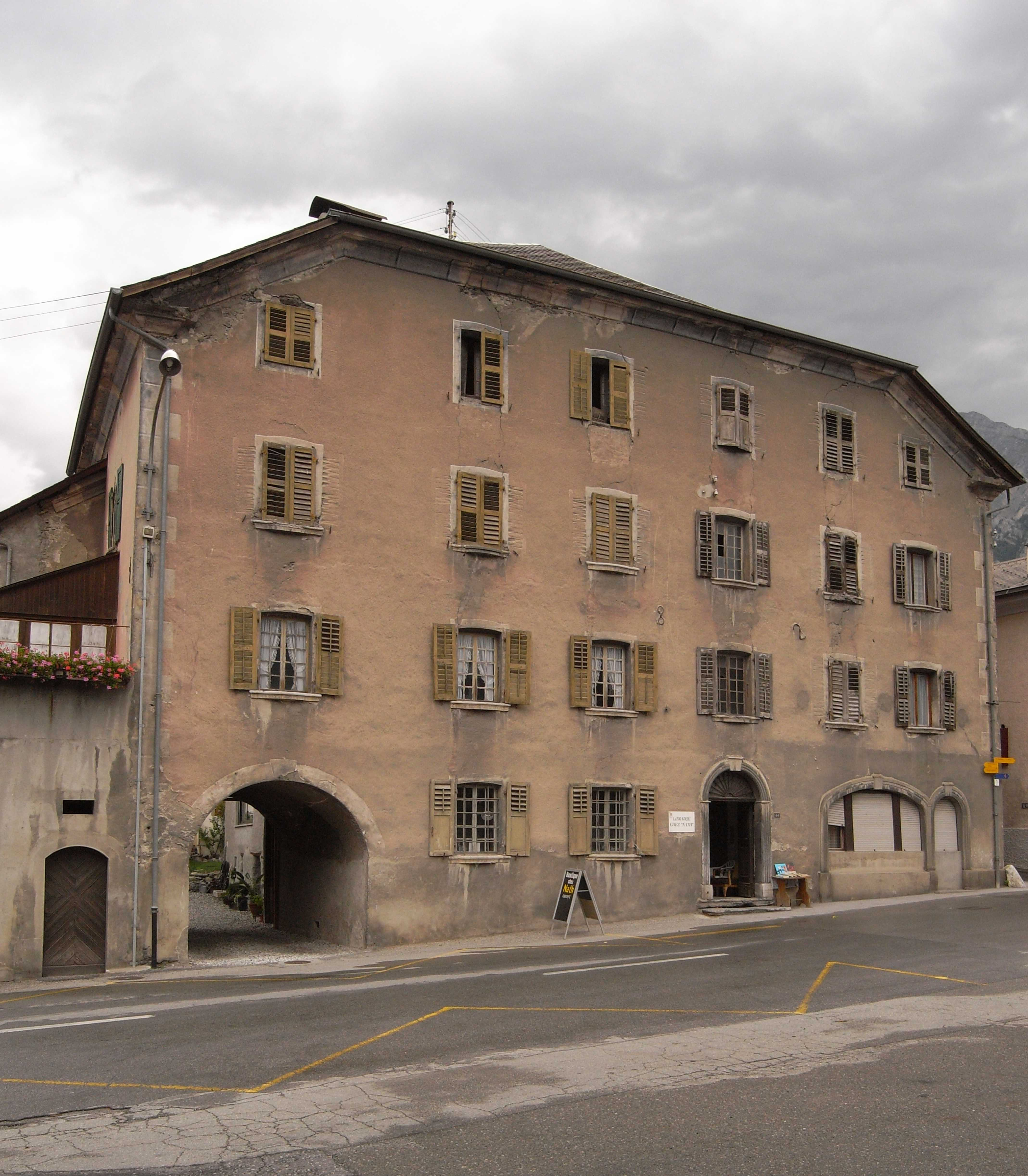
Altes Bürgerhaus in Saint-Pierre-de-Clages

In Saint-Pierre-de-Clages sind einige bemerkenswerte Bürgerhäuser erhalten geblieben, die ein Zeugnis vom ländlich-bürgerlichen Wohlstand aus vergangenen Jahrhunderten ablegen. Durch zahlreiche geschäftliche Nutzungen können architekturinteressierte Besucher deren alte Innenausstattung, gelegentlich auch einen der alten Walliser Specksteinöfen betrachten.

### Bücherdorf

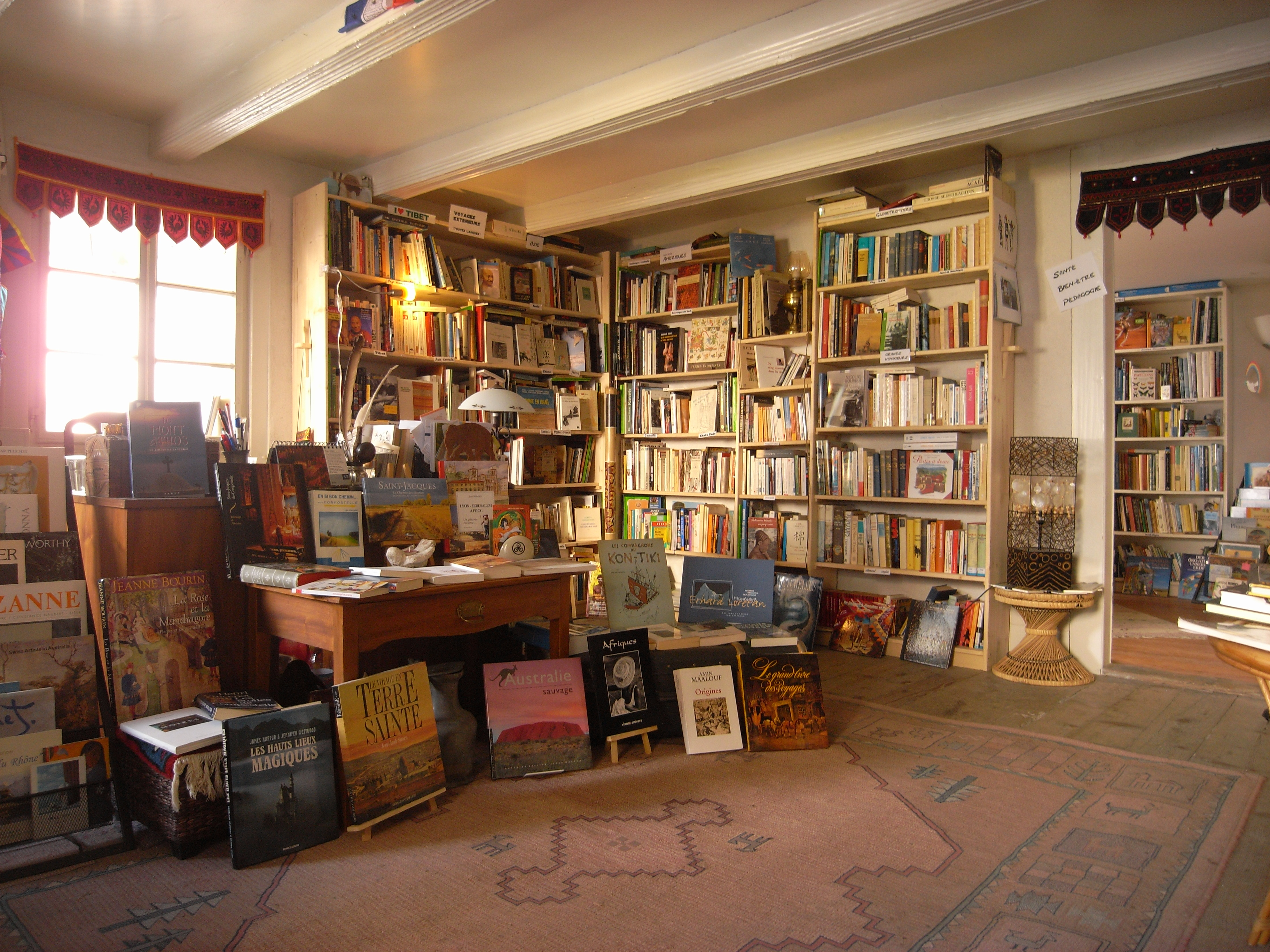
Antiquariat in Saint-Pierre-de-Clages

Das Schweizer Bücherdorf existiert seit 1993. In meist sehr alten Bürgerhäusern von Saint-Pierre-de-Clages befinden sich zahlreiche Antiquariate, die zum Stöbern anregen. Saint-Pierre-de-Clages ist eines der bisher 22 europäischen Bücherdörfer (Stand 2008). Diese Initiative, an der gegenwärtig 13 europäische Länder beteiligt sind, setzt für die umfassende kulturelle Bedeutung des Buches ein spezifisches Signal. Ende August jedes Jahres findet hier ein dreitägiges Bücherfest statt.